# Польське хімічне товариство
Польське хімічне товариство (пол. Polskie Towarzystwo Chemiczne, PTChem) — польська наукова асоціація, що об'єднує фахівців та аматорів, що займаються хімією. Метою товариства є підтримка розвитку хімічних наук та їхня популяризація у суспільстві.

## Історія
Воно було засноване в 1919 році за ініціативи Леона Мархлевського, Станіслава Бадзинського та майбутнього президента Республіки Польща Ігнація Мосцицького. Початкова мета товариства полягала в тому, щоб зібрати в одному місці та познайомити один з одним хіміків, які раніше працювали в різних підрозділах чи за кордоном. Діяльність товариства полягала в організації читань, конференцій та виданні першого польського хімічного журналу — «Roczników Chemii».
Після Другої світової війни, у 1946 році, товариство було відновлено і продовжує свою діяльність донині. Товариство налічує близько 2500 членів, має 20 кафедр, розташованих переважно у всіх академічних центрах Польщі, і близько десятка спеціалізованих відділень.

## Діяльність
Товариство видає журнал «Wiadomości Chemiczne» та спільно з Варшавою керує музеєм Марії Склодовської-Кюрі, організовує щорічні зустрічі хіміків та кілька десятків спеціалізованих конференцій щорічно. Крім того, секції та польові відділення організовують різноманітні змагання юних хіміків (у тому числі хімічні олімпіади), семінари та лекції.
Музей ім. Марії Склодовської-Кюрі, окрім музейних експонатів, колекціонує: фотографії приватного життя, громадської діяльності, подорожей хіміка, документи, що свідчать про її наукові досягнення, сімейні архіви, листування. У музеї також є колекція марок і листівок із зображенням Марії Склодовської-Кюрі. Також збирає матеріали про інших польських хіміків — фотографії, листи, документи, відзнаки та наукові праці.
Будь-хто (включаючи людей, які не проживають у Польщі) може стати членом товариства за умови, що його представлятимуть два дійсні члени товариства. Вищим органом є Головна рада, яку обирають на загальних зборах членів. Відділення та секції мають свої правління, які обираються на аналогічній основі.
Найбільшою подією, організованою Польським хімічним товариством, є щорічний Конгрес, який також є найбільшою хімічною науковою конференцією в Польщі (близько 1000 учасників).
У 2006 році Польське хімічне товариство отримало статус організації суспільно корисної діяльності.

## Нагороди та відзнаки[6]
Польське хімічне товариство присуджує такі нагороди та відзнаки:
- почесний президент (Збігнєв Єжи Галус)
- почесне членство (надається з 1924 р.)
- медалі:
  - Jędrzej Śniadeckiego — найвища відзнака за видатні наукові досягнення, яка присуджується тільки членам PSC (вперше вручена в 1965 р.)
  - Марії Склодовської-Кюрі — для вчених-хіміків, які працюють за кордоном (з 1996 р.)
  - Віктора Кемули — за видатні досягнення в галузі аналітичної хімії (з 1998 р.)
  - Станіслава Костанецького — за досягнення в галузі органічної хімії; надається лише членам PTChem (вперше надано в 1978 р.)
  - Яна Завідзького — за досягнення в галузі фізичної та неорганічної хімії; надається лише членам PTChem (вперше надано в 1979 р.)
  - Ігнація Мосцицького — за досягнення в галузі хімічної технології та промислової хімії (вперше нагороджений у 2000 р.)
  - Яна Харабашевського — за викладання та популяризацію досягнень (вперше нагороджений у 1990 р.)
  - Богуслава та Влодзімєжа Тшебятовські — за видатні наукові досягнення в галузі неорганічної хімії
  - Włodzimierz Kołos — за видатні наукові досягнення в галузі теоретичної хімії або хімічної фізики
  - Пам'ятна медаль Польського хімічного товариства (так званий значок PTChem) — для людей, які заслуговують на PTChem
  - Зофії Матисікової — за видатні дидактичні та виховні досягнення
- нагороди:
  - Премія за видатні наукові досягнення в галузі хімії, що є підставою для присвоєння ступеня габілітованого доктора
  - Нагорода за визначну докторську дисертацію в галузі хімії
  - Нагорода за видатну магістерську дисертацію в галузі хімії